# Chinampa

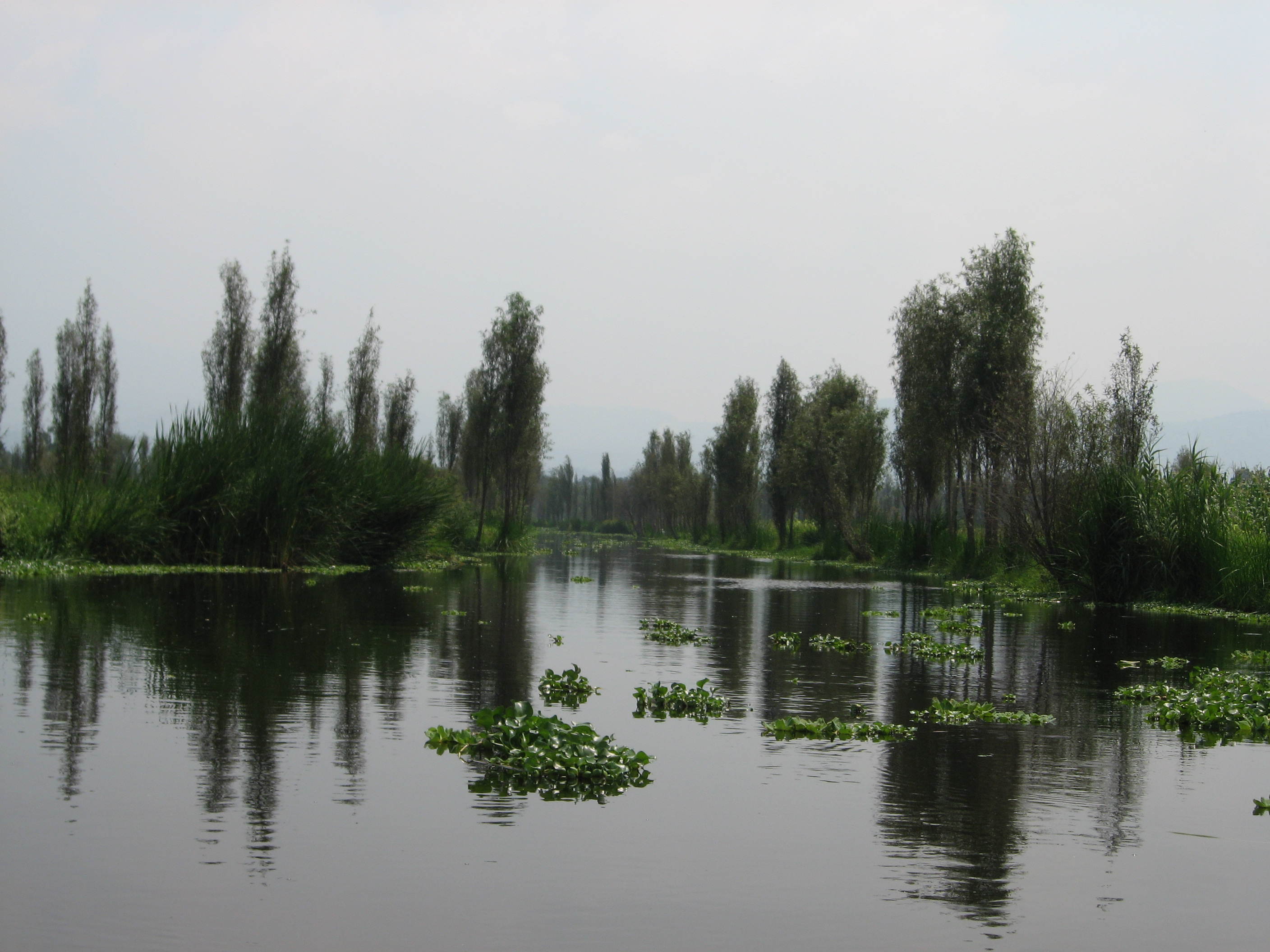
Kanály a ostrovy chinampas v Xochimilcu

Chinampa je stará mezoamerická technologie získávání nového území především pro zemědělské účely výstavbou umělých ostrovů ve vodách jezer. Výraz chinampa se používá přímo i pro tyto ostrovy, které vznikaly v jezerech Mexického údolí (zejména jezera Xochimilco a Chalco) dávno před příchodem Španělů v 16. století.
Slovo chinampa, které vzniklo z aztéckého výrazu chinamitl, můžeme do češtiny volně přeložit jako „koš či plot z kmenů a stvolů“.
Do současnosti zachované chinampas se nacházejí v Ciudad de México v městské části Xochimilco a jsou zapsány na seznamu světového kulturního dědictví UNESCO. Chinampas z Xochimilca představovaly pro aztéckou říši významný zdroj potravy, kterými bylo zásobováno nedaleké hlavní město Tenochtitlán. Stabilní zemědělská produkce poskytovala Aztékům důležitou potravinovou základnu, která jim umožnila budovat infrastrukturu, vést války a rozšiřovat své impérium.

## Popis
Vybudování umělého ostrova začalo zaražením kůlů do dna jezera. Mezi tyto piloty byly následně vplétány větve, pruty, stébla či rákosí. Tím vznikl rozměrný proutěný plot, který vymezoval vnitřní prostor budoucího ostrova. Vnitřní prostor byl následně vyplněn organickou hmotou rostlin a vysoce úrodným bahnem, které se vyzvedávalo ze dna jezera v prostoru kanálu mezi dvěma sousedními ostrovy. To jednak zvyšovalo produkční schopnost vzniklého ostrova, zároveň se i udržovala splavnost dělicího kanálu.
Ostrovy chinampas měly obdélníkový protáhlý tvar většinou o rozměrech cca 2,5 × 30 m. Vznikaly souběžně vedle sebe, oddělené kanálem dostatečně širokým, aby po něm mohly plout obslužné kánoe. Konečná výška ostrova byla maximálně 1 m nad vodní hladinou, nebylo tedy nutné dodatečné zavlažování, rostliny čerpaly vodu kořeny přímo z vlhké zeminy. Po obvodu ostrůvků se vysazovaly vodomilné stromy Salix bonplandiana a Tisovec Montezumův (Taxodium mucronatum), které svým kořenovým systémem bránily erozi půdy a zároveň poskytovaly stín a ochranu před prudkým slunečním zářením. Nejčastější pěstované plodiny byly kukuřice, fazole, rajče jedlé a květiny.

## Galerie

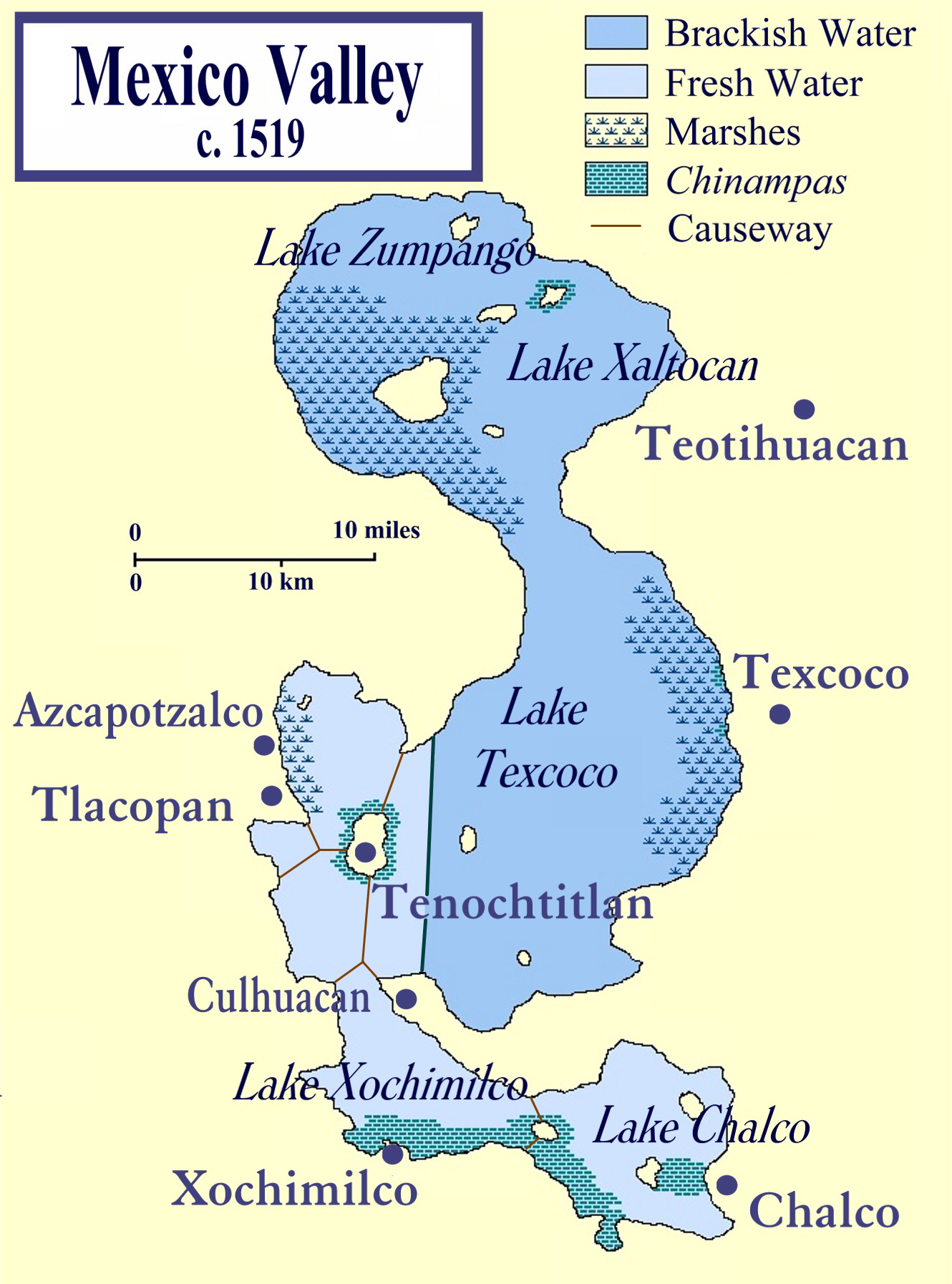
Jezerní systém v Mexickém údolí při příchodu Španělů
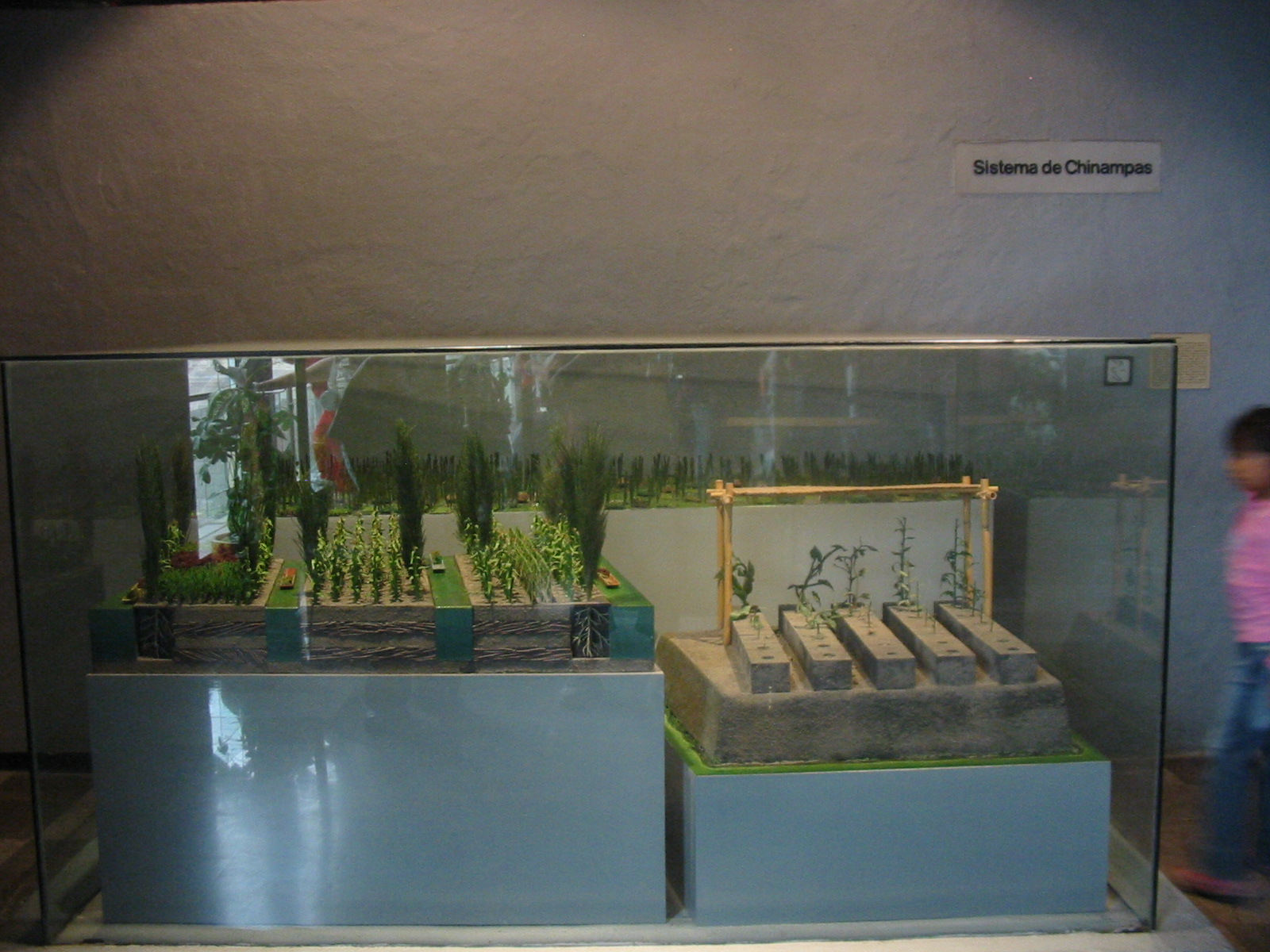
Model chinampas
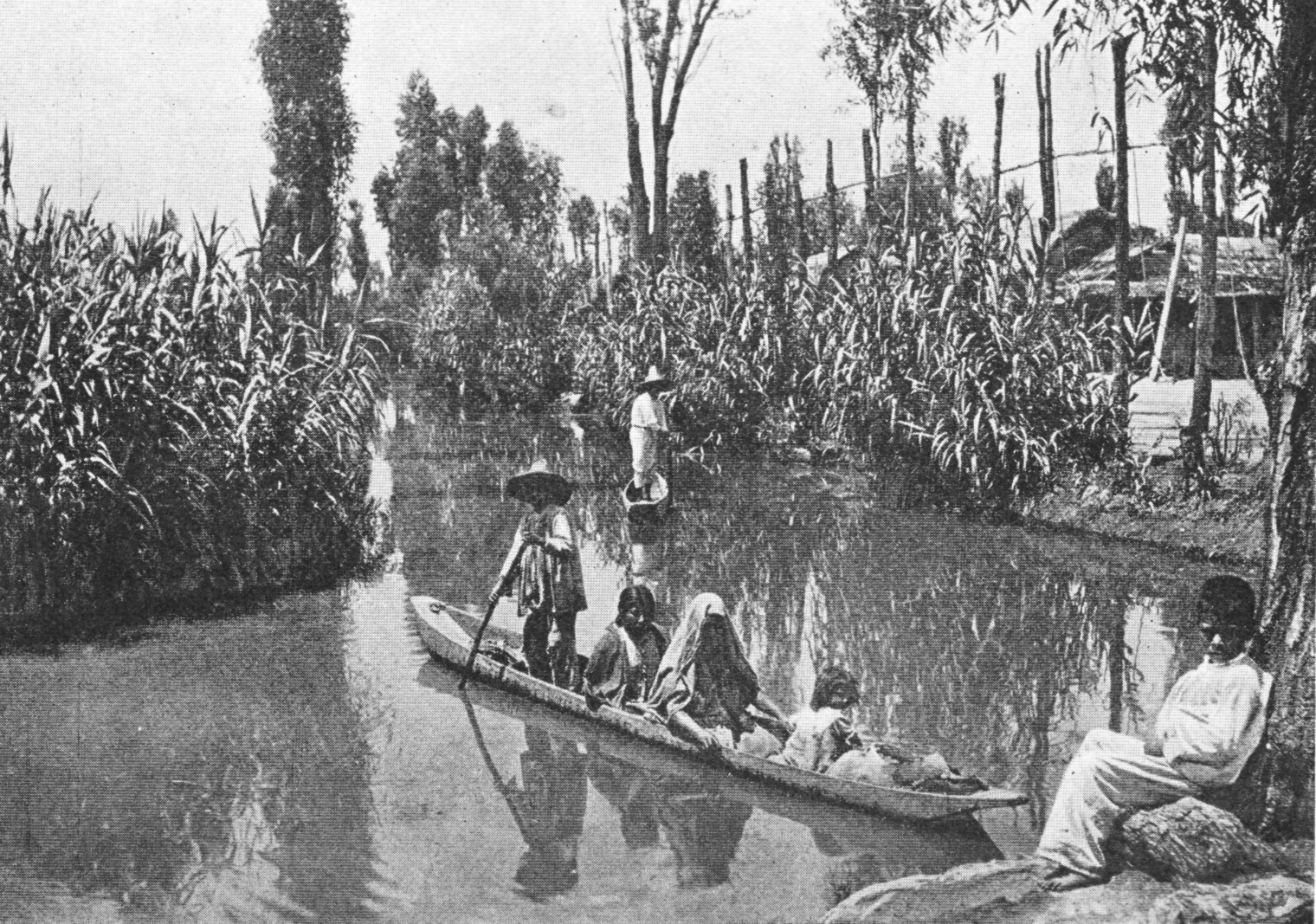
Historická fotografie chinampas
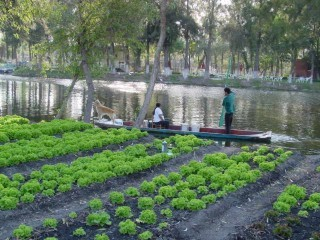
Aktuální fotografie chinampas